# Gorlice
Gorlice (in tedesco Görlitz) è una città polacca del distretto di Gorlice nel voivodato della Piccola Polonia dal 1999. Dal 1975 al 1998 ha fatto parte del voivodato di Nowy Sącz.
Ricopre una superficie di area pari a 23,56 km². Nel 2006 contava 28 539 abitanti.

## Storia
Gorlice venne fondata nel 1352, sotto il regno di Casimiro il Grande, da coloni tedeschi provenienti dalla città lusaziana di Görlitz. Nel 1915 fu al centro di un'offensiva militare, chiamata offensiva di Gorlice-Tarnów, condotta dagli Imperi centrali contro i russi.